# Hřib Engelův
Hřib Engelův (Xerocomellus engelii (Hlaváček) Biketova et Wasser 2015), též suchohřib Engelův, je vzácná houba z čeledi hřibovitých. Patří k druhům z okruhu hřibu žlutomasého, které houbaři označují jako babky. Přestože tato houba není jedovatá, nemá pro řídký výskyt praktický význam.

## Synonyma
- Boletus engelii Hlaváček 2001[1][2]
- Boletus declivitatum (C. Martin) Watling 2004[1][2]
- Xerocomellus engelii (Hlaváček) Šutara 2008[1][2]
- Xerocomus communis (Bull.) Bon 1985 sensu auct., non orig.[1][2]
- Xerocomus engelii (Hlaváček) Gelardi 2008[2]

## Vzhled

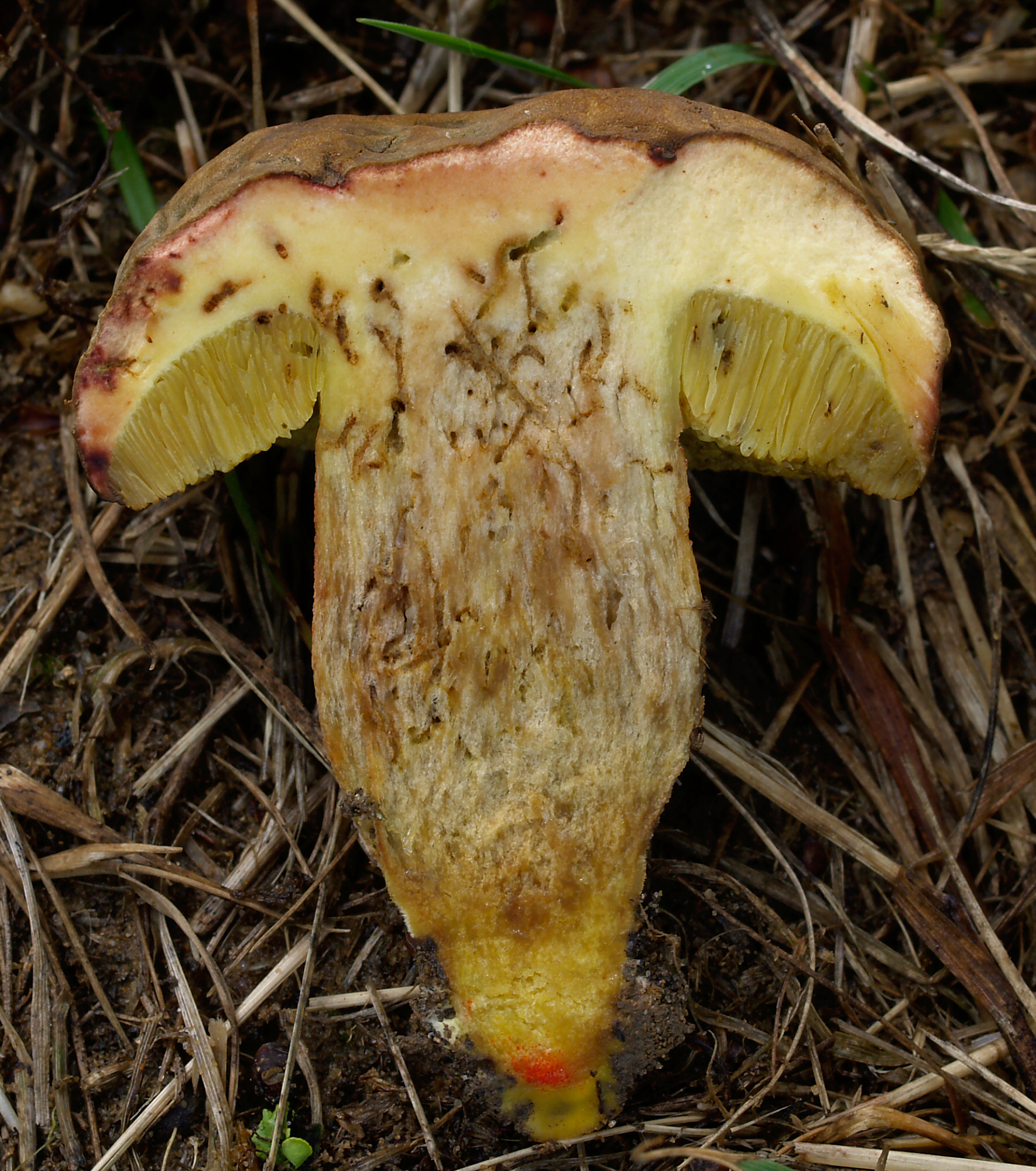
Hřib Engelův - řez

### Makroskopický
Klobouk dosahuje 30 - 70 (až 90) milimetrů. V mládí je polokulovitý, poté klenutý a ve stáří poduškovitý až rozprostřený. Je okrový až tmavě hnědý, případně naoranžovělý, načervenalý - většinou se na jedné plodnici objevuje i více barevných odstínů. Povrch má suchý, matný, sametový nebo lysý. Obvykle nerozpraskává.
Rourky a póry jsou v mládí světle až sytě žluté, později se barví do žlutoolivova.
Třeň bývá válcovitý, bez síťky, v mládí celý žlutý, ale spodní část se postupně zbarvuje do žlutookrové, naoranžovělé nebo načervenalé.
Dužnina má v klobouku a horní části třeně žlutavé až žluté zabarvení. V nejspodnějším výběžku třeně je obvykle mrkvově červená. Po rozkrojení v této části roní mikroskopické kapičky takto zabarvené tekutiny. To se nemusí projevovat u sušších či starších plodnic. Horní polovina plodnice na řezu více či méně modrá.

### Mikroskopický
Výtrusný prach je hnědoolivový, hladké spory dosahují 10,5 - 15 × (4,5) 4,8 - 6,2 (6,5) μm.

## Výskyt
Hřib Engelův se vyskytuje především v teplejších oblastech nížin a pahorkatin, obvykle v listnatých nebo smíšených lesích. Mykorhizně je vázaný především na dub. Fruktifikuje od června do konce září.

## Záměna
- hřib červený (Hortiboletus rubellus) - intenzivněji červený klobouk
- hřib meruňkový (Rheubarbariboletus armeniacus) - mívá v dospělosti rozpraskaný klobouk
- hřib sametový (Xerocomellus pruinatus) - na řezu chybí mrkvově červená reakce ve spodní části třeně
- hřib žlutomasý (Xerocomellus chrysenteron) - obvykle rozpraskaný klobouk světlejších odstínů
- hřib políčkatý (Xerocomellus cisalpinus) - silně modrající dužnina ve spodní části třeně

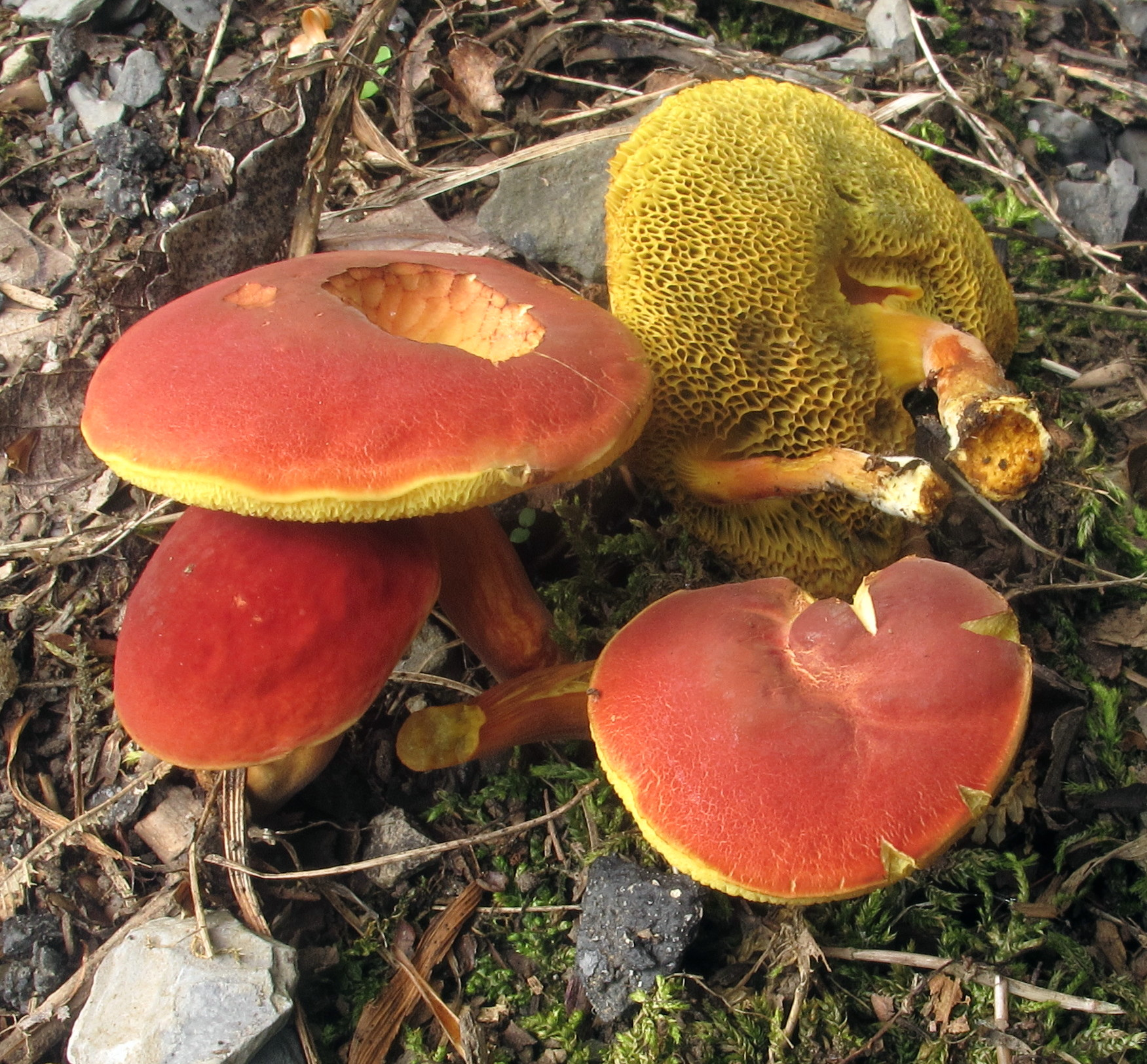
hřib červený
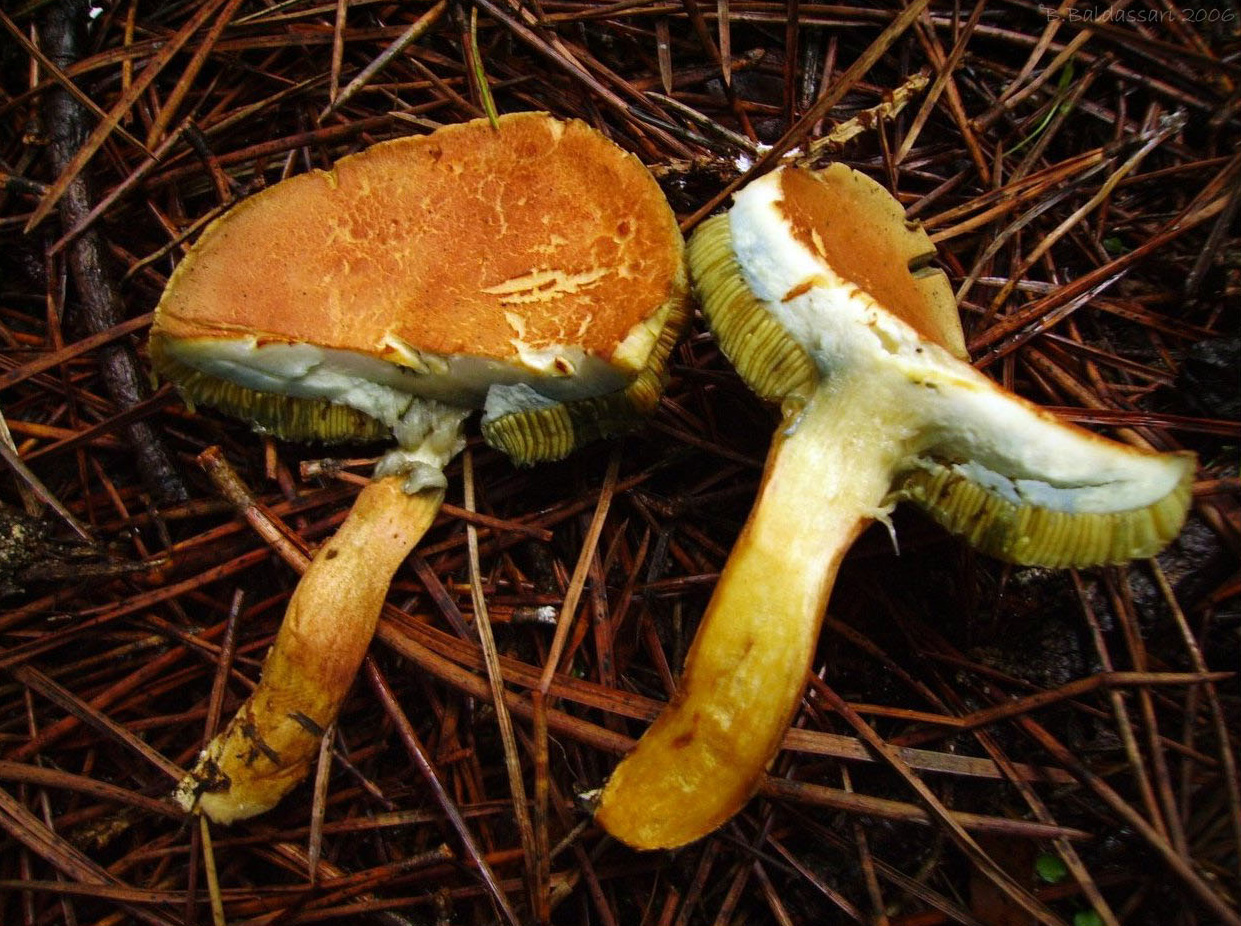
hřib meruňkový
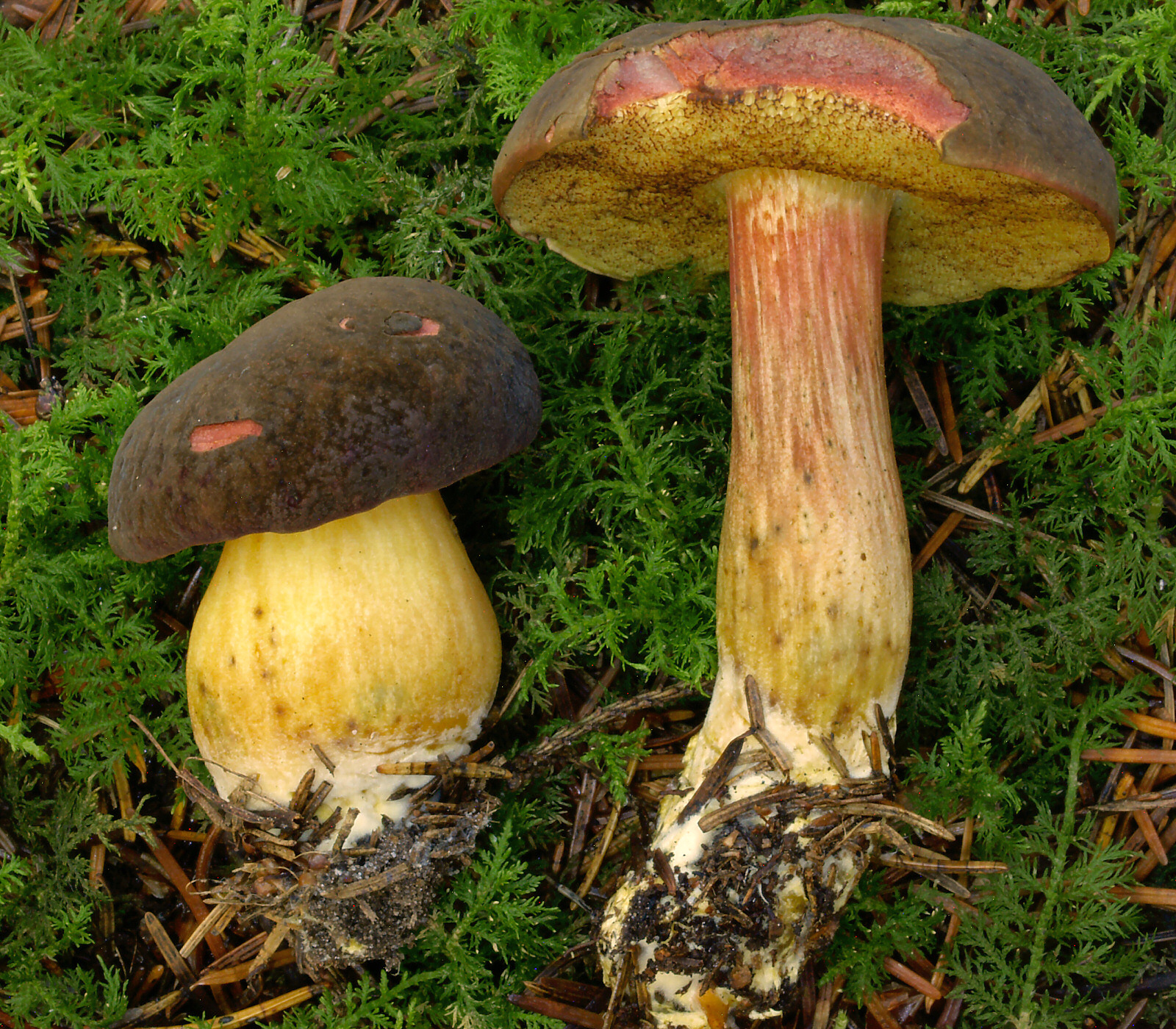
hřib sametový
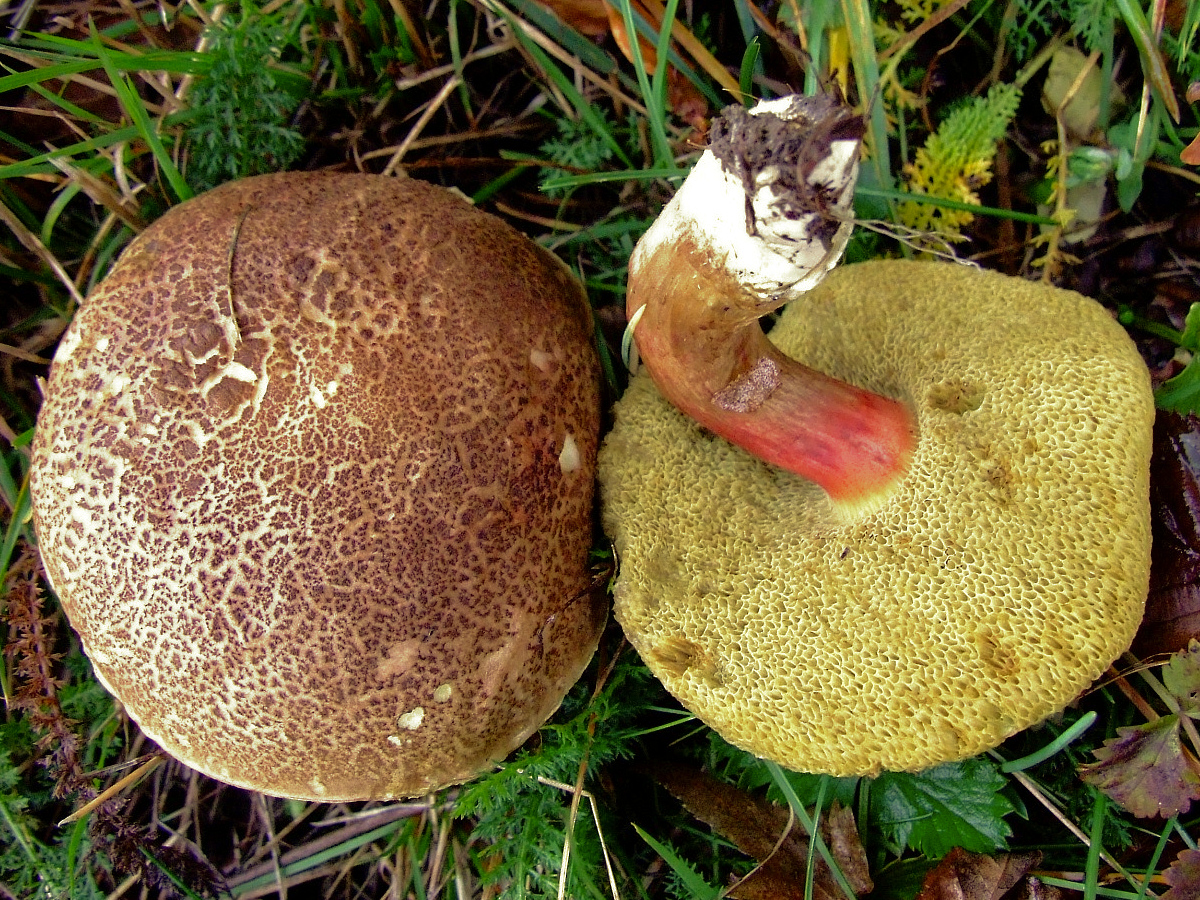
hřib žlutomasý
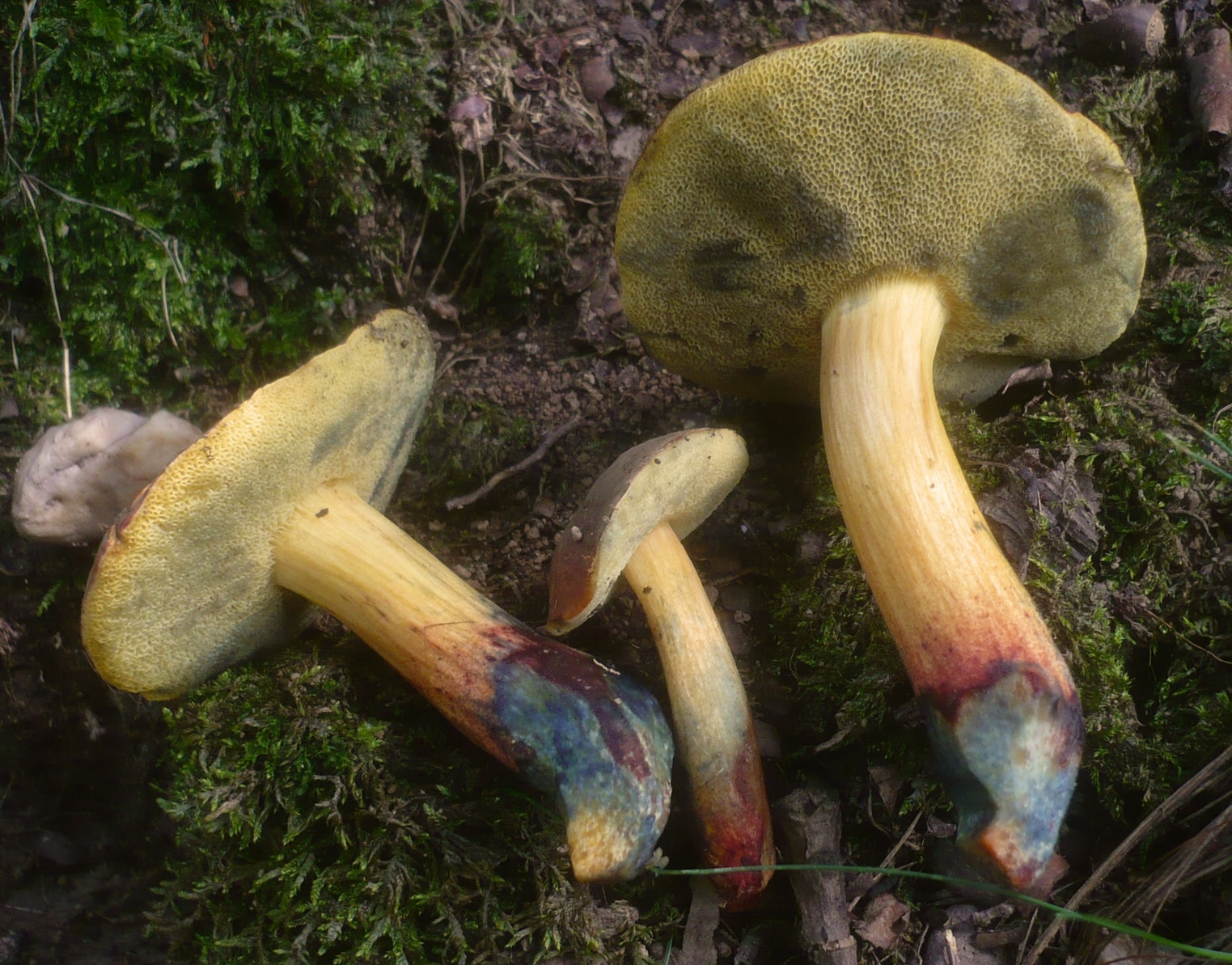
hřib políčkatý